# Lituolida
Ordre
Les Lituolida constituent un ordre de foraminifères, de la classe des Globothalamea.

## Liste des familles
Selon World Register of Marine Species (2 avril 2016) :
- - sous-ordre des Hormosinina Haeckel, 1894
    - super-famille des Hormosinelloidea Rauser & Reitlinger, 1986
      - famille des Ammolagenidae Kaminski, Henderson, Cetean & Waskowska, 2009
      - famille des Hormosinellidae Rauzer-Chernousova & Reytlinger, 1986
      - famille des Oxinoxisidae Vyalov, 1968

    - super-famille des Hormosinoidea Haeckel, 1894
      - famille des Aschemocellidae Vyalov, 1966
      - famille des Dusenburyinidae Loeblich & Tappan, 1984
      - famille des Glaucoamminidae Saidova, 1981
      - famille des Hormosinidae Haeckel, 1894
      - famille des Kunklerinidae Rauser & Reitlinger, 1986
      - famille des Reophacidae Cushman, 1927

  - sous-ordre des Lituolina Lankester, 1885
    - super-famille des Lituoloidea
      - famille des Discamminidae Mikhalevich, 1980
      - famille des Haplophragmoididae Maync, 1952
      - famille des Lituolidae de Blainville, 1827
      - famille des Placopsilinidae Rhumbler, 1913
      - famille des Ponceamminidae Seiglie, 1991
      - famille des Sphaeramminidae Cushman, 1933

    - super-famille des Lituotuboidea
      - famille des Lituotubidae Loeblich & Tapan, 1984
      - famille des Trochamminoidae Haynes & Nwabufo-Ene, 1998

    - super-famille des Recurvoidoidea Alekseychik-Mitskevich, 1973
      - famille des Acupeinidae Brönniman & Zaninetti, 1984
      - famille des Ammobaculinidae Saidova, 1975
      - famille des Ammosphaeroidinidae Cushman, 1927
      - famille des Plectorecurvoididae Loeblich & Tappan, 1964

  - sous-ordre des Nezzazatina
    - super-famille des Nezzazatoidea Hamaoui & Saint-Marc, 1970
      - famille des Barkerinidae Smout, 1956
      - famille des Debarinidae Kaminski, 2000
      - famille des Mayncinidae Loeblich & Tappan, 1985
      - famille des Nautiloculinidae Loeblich & Tappan, 1985
      - famille des Nezzazatidae Hamaoui & Saint-Marc, 1970

  - sous-ordre des Rzehakinina
    - super-famille des Rzehakinoidea Cushman, 1933
      - famille des Rzehakinidae Cushman, 1933
      - famille des Trilocularenidae Mikhalevich & Kaminski, 2008

  - sous-ordre des Spiroplectamminina
    - super-famille des Pavonitinoidea Loeblich & Tappan, 1961
      - famille des Marieitidae Loeblich & Tappan, 1986
      - famille des Pavonitinidae Loeblich & Tappan, 1961

    - super-famille des Spiroplectamminoidea Cushman, 1927
      - famille des Duquepsamminiidae Seiglie & Baker, 1987
      - famille des Nouriidae Chapman & Parr, 1936
      - famille des Pseudobolivinidae Wiesner, 1931
      - famille des Spiroplectamminidae Cushman, 1927
      - famille des Textulariopsidae Loeblich & Tappan, 1982

  - sous-ordre des Trochamminina
    - super-famille des Trochamminoidea Schwager, 1877
      - famille des Adercotrymidae Brönniman & Whittaker, 1988
      - famille des Remaneicidae Loeblich & Tappan, 1964
      - famille des Trochamminidae Schwager, 1877

  - sous-ordre des Verneuilinina
    - super-famille des Verneuilinoidea Cushman, 1911
      - famille des Conotrochamminidae Saidova, 1981 †
      - famille des Piallinidae Rettori & Zaninetti, 1993 †
      - famille des Prolixoplectidae Loeblich & Tappan, 1985
      - famille des Reophacellidae Mikhalevich & Kaminski, 2000
      - famille des Tritaxiidae Plotnikova, 1979
      - famille des Verneuilinidae Cushman, 1911